# Loser (Beck)
Loser è un singolo del cantante statunitense Beck, pubblicato l'8 marzo 1993 come primo estratto dal terzo album in studio Mellow Gold.

## Descrizione
Traccia d'apertura dell'album, il brano è stato scritto e prodotto dallo stesso con Carl Stephenson e Tom Rothrock e costruito su di un sample della canzone di Dr. John I Walk on Guilded Splinters.
Il brano ebbe un successo inaspettato sia in patria che all'estero. Negli Stati Uniti il singolo raggiunse la prima posizione della Alternative Songs stilata da Billboard ed entrò nella top 10 della classifica nazionale statunitense, riuscendo a conseguire anche il disco d'oro dalla RIAA con oltre 500 000 copie vendute. Loser è entrato nella top 10 di molti altri paesi, raggiungendo la prima posizione in classifica in Norvegia e diventando ovunque il singolo di maggior successo commerciale di Beck. Il brano fu nominato ai Grammy Awards del 1995 nella categoria Miglior interpretazione rock maschile, mentre il videoclip della canzone ricevette due nomination agli MTV Video Music Awards del 1994.
La canzone è stata inserita in molte liste dei migliori brani degli anni novanta o del meglio di sempre, curate da riviste del settore.

### Genesi e composizione
Il brano è stato fra i primi ad essere incisi per l'album Mellow Gold. L'idea del pezzo nacque quando il produttore Tom Rothrock presentò Beck al produttore hip-hop Carl Stephenson. Il concetto di loser ("perdente") fu ispirato dalle esperienze personali vissute dal musicista fino a quel momento; in un'intervista rilasciata a Elle il cantante ha dichiarato che l'idea di scrivere una canzone sul concetto sociale di "perdente" era nella sua mente fin dai tardi anni ottanta, quando Beck sopravviveva a malapena con lavori molto umili e saltuari. Stephenson apprezzò il brano, ma non era soddisfatto dal modo di rappare del musicista.
Successivamente Beck confessò che il ritornello del pezzo nacque dalla sua frustrazione per non riuscire a rappare come i mostri sacri del genere, finché si trovò a cantare: "I'm a loser baby, so why don't you kill me" ("Sono un perdente, tesoro, quindi perché non mi uccidi"). Stephenson costruì il beat del brano tramite l'utilizzo di un multi-tracking, partendo dal campionamento di un accordo su chitarra composto da Beck, aggiungendovi poi batteria e sitar. Inoltre la canzone utilizza un campionamento di I Walk on Guilded Splinters di Dr. John.
Rappresenta uno dei primi esperimenti per Beck di fusione di diversi generi, combinando delta blues, di cui era appassionato, e rap. Beck ha dichiarato che il singolo è nato come "un divertimento personale, che non doveva originariamente essere pubblicato".
Richard Cheese and the Lounge Against the Machine hanno inciso una reinterpretazione nell'album del 2002 "Tuxicity", mentre la band tedesca The BossHoss ne ha realizzata una per l'album Internashville Urban Hymns del 2005.

### Pubblicazione
Inizialmente il brano fu pubblicato nel marzo del 1993 esclusivamente come vinile e in sole 500 copie tramite l'etichetta indipendente Bong Load. Le radio dei college universitari iniziarono a passare sempre più spesso la canzone, finché non si interessarono anche stazioni radiofoniche più grandi, che chiesero copie del brano. La Bong Load non aveva più copie disponibili, e il suo fondatore, nonché co-produttore del brano Tom Rothrock fece ascoltare la canzone a Tony Berg, un suo amico che lavorava nell'A&R della Geffen. Berg rimase colpito dal pezzo e ne intravide il potenziale commerciale, e chiese di conoscere Beck per proporgli un contratto con la casa discografica. L'artista firmò quindi il suo primo contratto con una casa discografica mainstream, la quale pubblicò nel gennaio del 1994 il brano sia su CD che su cassetta, puntando su una consistente promozione.

## Accoglienza
Il brano divenne un successo inaspettato sia nelle vendite che nel passaggio radiofonico, e iniziò all'inizio del 1994 a scalare diverse classifiche della rivista Billboard negli Stati Uniti. Il singolo entrò nella Alternative Airplay, dove il 5 febbraio raggiunse la prima posizione scalzando dal podio All Apologies dei Nirvana. Il brano rimase al numero 1 per cinque settimane consecutive, e spese un totale di ventuno settimane nella suddetta classifica. Loser riuscì a scalare anche la classifica americana dei singoli, dove entrò a sorpresa nella top 10, raggiungendo la decima posizione il 30 aprile 1994. Il singolo passò ventiquattro settimane nella classifica statunitense, e fu il primo di Beck a entrarvi e finora l'unico della sua carriera a entrare nella top 40. Grazie a oltre 500 000 copie vendute, il singolo fu certificato disco d'oro dalla RIAA negli Usa il 11 aprile 1994. Nella classifica canadese dei singoli il singolo debuttò il 14 febbraio 1994 alla posizione numero 86, e la settimana successiva saltò fino al numero 56, per poi quella dopo ancora entrare in top 40 finché non ha raggiunto la posizione numero 7 il 2 maggio. Il singolo ha passato diciassette settimane nella classifica canadese. Il singolo entrò anche nella classifica inglese, dove raggiunse la quindicesima posizione.
Il brano divenne in poco tempo un ottimo successo internazionale, ottenendo perfino risultati migliori in molti altri paesi. In Nuova Zelanda il singolo arrivò in classifica alla posizione numero 5, mentre nella classifica australiana raggiunse la numero 8.
Nella classifica norvegese il brano raggiunse la prima posizione, dove rimase per tre settimane consecutive, e passò un totale di tredici settimane solo nella top 10. Anche in Svezia il brano ebbe molto successo, arrivando fino alla posizione numero 6 e passando un totale di quindici settimane in top 20. Nella classifica austriaca il singolo entrò in top 20 il 1º maggio 1994, per poi raggiungere la posizione numero 10 due settimane più tardi, mentre in Svizzera arrivò alla posizione numero 19.

## Tracce
Tutti i brani sono stati composti da Beck, tranne dove specificato.
12" Bong Load
1. Loser – 3:58 (Beck, Carl Stephenson)
2. Steal My Body Home – 5:18

CD singolo (Stati Uniti)
1. Loser – 3:58 (Beck, Carl Stephenson)
2. Corvette Bummer – 4:57
3. Alcohol – 3:51
4. Soul Suckin Jerk (Reject) – 6:10
5. Fume – 4:29

7", MC (Stati Uniti)
1. Loser – 3:58 (Beck, Carl Stephenson)
2. Alcohol – 3:51

7", MC (Regno Unito)
1. Loser – 3:58 (Beck, Carl Stephenson)
2. Alcohol – 3:51
3. Fume – 4:29

## Classifiche
| Classifica (1994)             | Posizione massima |
| ----------------------------- | ----------------- |
| Australia                     | 8                 |
| Austria                       | 10                |
| Canada                        | 7                 |
| Francia                       | 20                |
| Germania                      | 18                |
| Norvegia                      | 1                 |
| Nuova Zelanda                 | 5                 |
| Paesi Bassi                   | 8                 |
| Regno Unito                   | 15                |
| Stati Uniti                   | 10                |
| Stati Uniti (alternative)     | 1                 |
| Stati Uniti (mainstream rock) | 39                |
| Stati Uniti (radio)           | 31                |
| Svezia                        | 6                 |
| Svizzera                      | 19                |

## Riconoscimenti
Il brano fu nominato ai Grammy Awards del 1995 come Miglior interpretazione rock maschile. Il videoclip del singolo ricevette due nomination agli MTV Video Music Awards del 1994, come Miglior video maschile e Miglior video alternative.
Numerose pubblicazione musicali tra le più note hanno inserito il brano nelle liste dei migliori pezzi di sempre o degli anni novanta. Pitchfork ha inserito il singolo nella lista dei 200 Migliori brani degli anni '90 alla posizione numero 9: il critico Scott Plagenhoef ha affermato che "le radici [della canzone] risiedono nella spontaneità e nella disperazione" e che il successo del singolo non ha alterato la sensibilità musicale di Beck. Il critico ha elogiato il modo bizzarro con cui il brano abbia unito "arte indipendente e cultura trash; musica lo-fi e indie commerciabile; hip-hop e folk.
Rolling Stone ha inserito la canzone nella sua lista delle 500 Migliori canzoni di tutti i tempi alla posizione numero 203.
Slant ha posizionato il brano nella lista dei 100 migliori singoli degli anni '90 al numero 13, definendolo "l'accettazione di un outsider del proprio status di lontananza da qualsiasi particolare movimento" e "lo sbarramento d'apertura di Beck in una strana e fruttuosa carriera di sovvertimento delle norme musicali".
Il canale musicale VH1 ha inserito il brano al 22º posto nella sua lista delle 100 migliori canzoni degli anni '90.